# Édouard Michelin (1859-1940)
Pour les articles homonymes, voir Édouard Michelin.
Pour les autres membres de la famille, voir Famille Michelin.
Édouard Étienne Michelin est un industriel français né le 23 juin 1859 à Clermont-Ferrand (Puy-de-Dôme) et mort le 25 août 1940 à Orcines (Puy-de-Dôme). 
Son nom est lié, avec celui de son frère André Michelin, à l'application du pneumatique aux cycles, motos, avions, automobiles et à la création de la société Michelin & Cie.

## Biographie
Édouard Michelin est le fils cadet de Jules Michelin, vérificateur des douanes et artiste-graveur réputé, et d'Adèle Louise Blanche Barbier, née en 1829, petite-fille d'Aristide Barbier, fabricant de machines à Clermont-Ferrand, héritière d'une fabrique de caoutchouc.
Élève de l'école des beaux-arts de Paris, Édouard Michelin tente sans succès une carrière d'artiste-peintre : il expose Les pèlerins d'Emmaüs au Salon des artistes français de 1895 au pavillon de l'industrie. Bouguereau a dit de lui : « Il peint comme un cochon mais il dessine comme un maître ».
Puis, il est appelé par sa famille à redresser l'entreprise familiale fondée en 1832 à Clermont-Ferrand, par ses oncles maternels, Édouard Daubrée et Aristide Barbier : la société Barbier-Daubrée spécialisée dans les tuyaux et courroies de freins pour charrettes.
En 1889, il crée (ou plutôt rebaptise), avec son frère André, la société Barbier-Daubrée en société Michelin & Cie. En 1891, Édouard Michelin invente le pneumatique démontable pour les bicyclettes, système qu'il adapte à l'automobile en 1894. C'est le père du célèbre Bibendum Michelin qui décore des millions de véhicules dans le monde et suit chaque année les coureurs du Tour de France. Inventeur avec son frère des guides Michelin en 1900, il est à l'origine de la fabrication et de l'implantation des premières bornes kilométriques. Il a couru avec son frère plusieurs courses automobiles, pour montrer la fiabilité des pneumatiques de leur entreprise.
Il épouse en 1894, la sœur de ses deux belles-sœurs, Thérèse Wolff, fille d'un célèbre fabricant de pianos parisien.
L'entreprise Michelin construit pendant la Première Guerre mondiale des centaines d'avions sous la marque Breguet-Michelin, qui ont contribué à la victoire en 1918. Avant ces faits d'armes, les frères Michelin avaient doté de nombreux concours de pilotes, de manière à créer une école française de pilotage. Parmi les concours d'aviation fondés par les frères Michelin, on peut citer la Coupe Michelin (160 000 francs de prix) qui récompense l'aviateur ayant parcouru la plus longue distance en circuit fermé sans escales, ou encore le Grand Prix Michelin (un prix de 100 000 francs) remis à l'aviateur qui, partant des départements de la Seine ou de Seine-et-Oise, viendra tourner autour de l'Arc de Triomphe, puis de la cathédrale de Clermont-Ferrand, avant de se poser au sommet du Puy-de-Dôme (1 465 mètres) dans un délai moindre de six heures.
Lors des grèves de 1920, Édouard Michelin forme au sein de l'entreprise une « Garde civique » sur le modèle des milices patronales lyonnaises de l’Union civique. Tous les chefs d’équipe y sont intégrés. Elle comprend 200 hommes dotés de matraques, formés au tir et au combat de rue. Le groupe dirige des opérations musclées durant l’entre-deux-guerres contre des responsables syndicaux et figures du mouvement ouvrier.
La famille Michelin, en la personne de Pierre Michelin et de ses successeurs, prend le contrôle de Citroën en 1934 et la sauve de la faillite. Michelin en est resté le gérant jusqu'en 1976.
De 1937 à 1955, c'est Robert Puiseux, gendre d'Édouard Michelin, qui, ayant épousé sa fille Anne Michelin, devient co-gérant de la société avec Pierre-Jules Boulanger. Le petit-fils d'Édouard, François Michelin, est gérant du groupe de 1955 à 1999.
À l'origine, l'entreprise a été créée en Auvergne à Clermont-Ferrand, où se trouve toujours le siège mondial de l'entreprise.